# Calle Mayor (Alcalá de Henares)
La calle Mayor de Alcalá de Henares es una de las más importantes de su casco histórico, tanto comercial como socialmente. Es la calle soportalada, a ambos lados, más larga conservada en Europa (396 metros).
La calle Mayor de Palencia es más larga, pero con soportales sólo en su lado occidental (675 metros).

## Historia
Debe su origen a la antigua aljama judía de la ciudad, en torno al siglo XII, que se construyó siguiendo el trazado de la calzada romana Caesar Augusta que pasaba por Complutum. Al igual que hoy, era la calle comercial de Alcalá por excelencia durante la Edad Media, por lo que estaba soportalada casi en su totalidad, para situar las tiendas y talleres a pie de calle, mientras que las viviendas estaban en el piso superior (con una galería que comunicaba a los habitantes de los distintos hogares hebreos sin tener que descender a la vía pública). A esta calle también confluían la mayoría de los antiguos adarves (actuales calles de Cervantes, Carmen Calzado o Nueva).
Los arzobispos Tenorio, Carrillo y Cisneros cambiaron los pies derechos de madera por columnas redondas de piedra, entre los siglos XIV y XVI, de las que aún quedan bastantes ejemplares, incluso con restos de la pintura en colores rojo y azul, pues se decoraban en las fiestas durante el Siglo de Oro. La mayoría fueron sustituidas por pilares cuadrados en el siglo XIX. Actualmente es una calle peatonal, y sigue siendo uno de los ejes principales de la ciudad.

## Localización y características
Con un trazado rectilíneo y llano va, de este a oeste, desde una de las esquinas de la plaza de Cervantes hasta la plaza de los Santos Niños, emplazamiento de la Catedral de los Santos Justo y Pastor. Mide 396 metros de longitud, y su calzada mide ocho metros de ancho. En 1986 la calle se hizo peatonal y, entre otras transformaciones, se cambió el asfalto por empedrado. 
Está soportalada a ambos lados de la vía pública, y las viviendas son de tres alturas (bajo y dos plantas). Se conservan seis mirillas sobre la entrada de antiguas casas judías. En la Edad Media los soportes de los edificios eran pies derechos de madera. Hacia 1500, el Cardenal Cisneros ordenó sustituirlos por columnas de piedra, que principalmente procedían de la antigua Complutum. Estas columnas son de orden toscano, aunque alguna presenta volutas corintias. Durante una reforma del siglo XIX, la mayoría de las columnas se sustituyeron por pilares de piedra y hormigón. En la actualidad, la calle Mayor presenta 242 soportes verticales exentos o aislados (29 son columnas y 213 son pilares) y tres pilastras.

## Edificios de interés

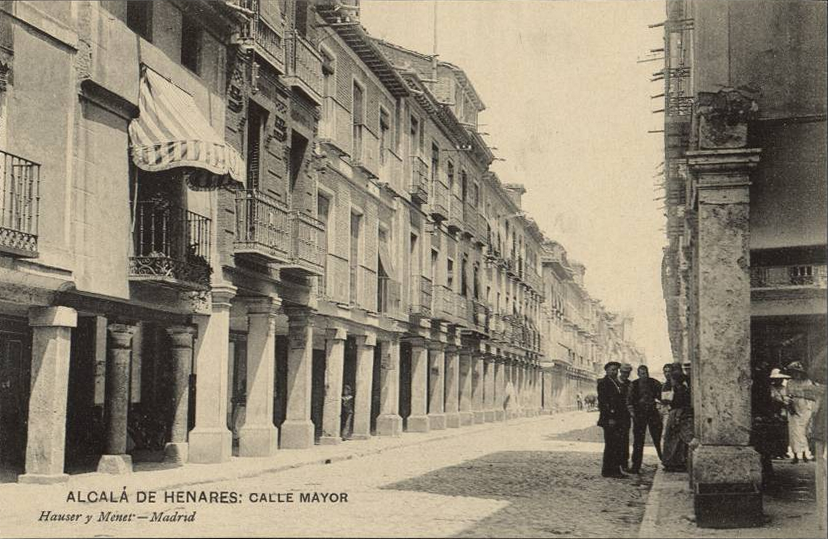
Estado de la calle Mayor en 1910.

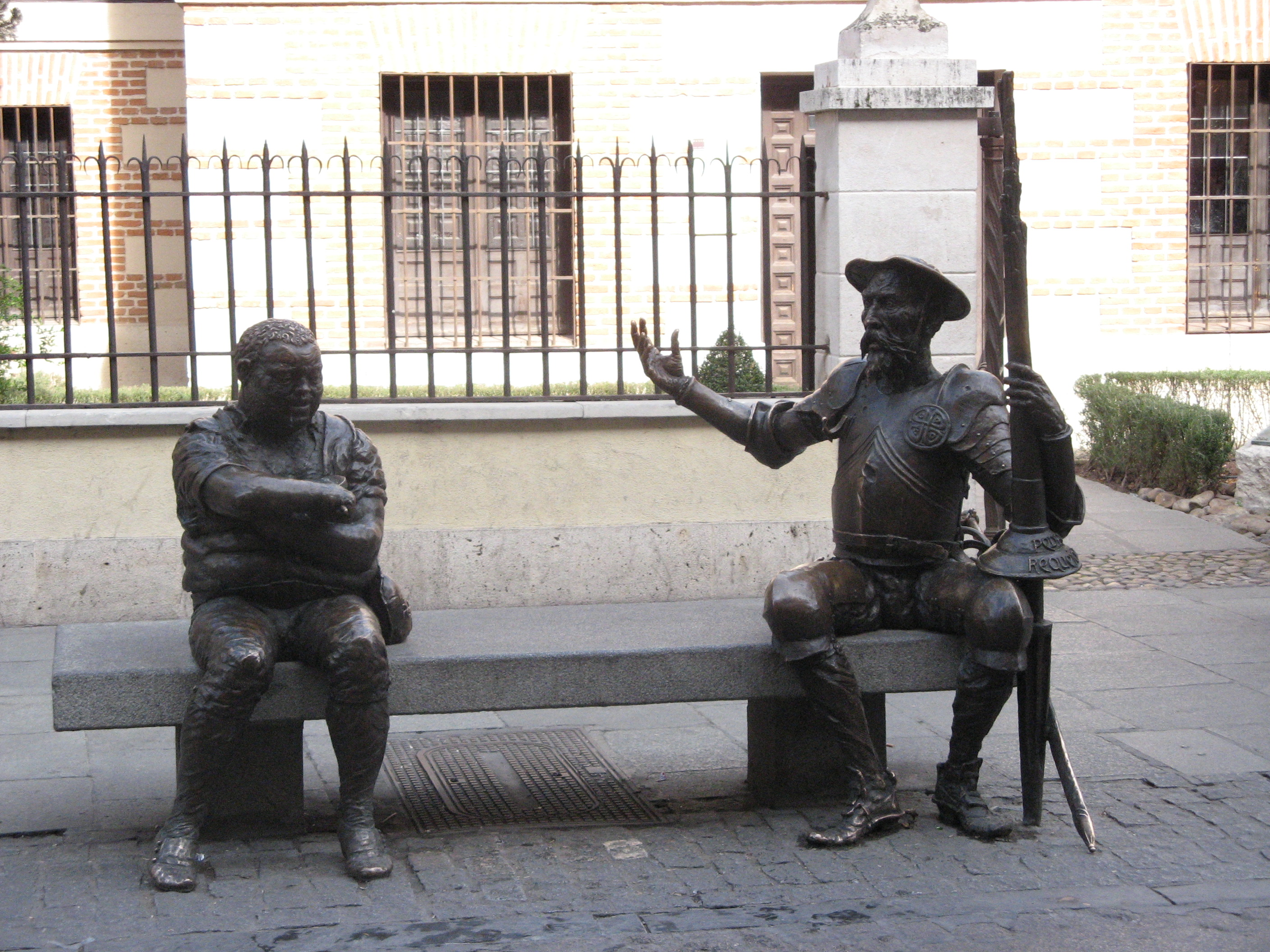
Estatua en homenaje al Quijote, delante de la Casa Natal de Cervantes.

- Casa Natal de Cervantes: Reconstrucción de una casa típica del siglo XVII en el solar donde se levantó la casa natal de Miguel de Cervantes Saavedra. Es uno de los museos más visitados de la Comunidad de Madrid por su representación de la vida cotidiana y los muebles de gran valor que contiene.

- Hospital de Antezana: Fundado por orden del matrimonio Antezana en 1483, es uno de los hospitales en funcionamiento más antiguo de Europa. Al tener menos de 20 camas lo llamaron "hospitalillo". Desde 2006 las monjas dejaron el paso a la ONG de los Mensajeros de la Paz

- Corral de la Sinagoga: En la época medieval, cuando la calle se situaba en el barrio judío, se construyó una sinagoga que se destruyó en un incendio. Sólo se conservaron dos entradas, una frente a la calle de la Imagen, que posee la antigua puerta con la que se cerraba los patios y placitas interiores por la noche, y otra entrada en torno al número 37 de la calle Mayor que conserva el suelo original. Dichas entradas acaban en la plaza de los Irlandeses, que fue el centro de la sinagoga y lugar de oración.

## Usos
Desde 1986 no está permitido el tráfico de coches, salvo para el reparto de encargos a los distintos comercios de la zona. Existen desde recintos de hostelería como bares, restaurantes y heladerías, hasta librerías, tiendas de moda, bancos e inmobiliarias. Con el auge del turismo han proliferado las terrazas por toda la calle, como sistema más popular de restauración.

## Reconocimiento
- 1998: Forma parte del Patrimonio de la Humanidad de la UNESCO.[8]
- 2015: Considerada por votación popular la segunda calle más bonita de España.[9]